# Sepp Bradl
Josef Bradl detto Sepp (Wasserburg am Inn, 8 gennaio 1918 – Mühlbach am Hochkönig, 3 marzo 1982) è stato un saltatore con gli sci e allenatore di sci nordico austriaco.
In seguito all'Anschluss gareggiò per un breve periodo per la nazionale tedesca.

## Biografia

### Carriera sciistica

#### Stagioni 1936-1939
Nato in Baviera (Germania) ma trasferitosi fin dall'infanzia a Mühlbach am Hochkönig, nel Salisburghese (Austria), debuttò in campo internazionale ad alto livello ai IV Giochi olimpici invernali di Garmisch-Partenkirchen 1936, classificandosi 19º. Il 15 marzo dello stesso anno sul nuovo trampolino Bloudkova velikanka di Planica, in Jugoslavia, Sepp Bradl atterrò a 101,5 metri, primo uomo a saltare oltre i cento metri.
Ai Mondiali di Chamonix del 1937, sul trampolino Le Mont, si classificò quinto, mentre nella rassegna iridata di Lahti 1938, sul trampolino Salpausselkä, fu quarto con 221,4 punti. Nello stesso anno s'impose sul Große Olympiaschanze di Garmisch-Partenkirchen e migliorò il suo primato del mondo, nuovamente a Planica, con un salto di 107 metri.
Ai Mondiali di Zakopane del 1939, sua ultima partecipazione iridata, gareggiò con i colori della Germania in seguito all'Anschluss avvenuto il 12 marzo 1938; in quell'occasione sul trampolino Wielka Krokiew Bradl vinse la medaglia d'oro con 224,7 punti.

#### Stagioni 1947-1956
La Seconda guerra mondiale lo costrinse a sospendere l'attività agonistica, ma al termine del conflitto riprese a gareggiare e nel 1947 vinse il primo dei suoi sette titoli austriaci. Partecipò ai VI Giochi olimpici invernali di Oslo 1952 sul trampolino di Holmenkollen, ma si ritirò dopo il primo salto e non concluse la gara.
Nel 1953 vinse la prima edizione del Torneo dei quattro trampolini, aggiudicandosi la gara sul Bergisel di Innsbruck e piazzandosi secondo sullo Schattenberg di Oberstdorf, sul Große Olympiaschanze di Garmisch-Partenkirchen e sul Paul Ausserleitner di Bischofshofen. A Bischofshofen vinse la gara del Torneo dell'anno successivo. Chiuse la carriera ai VII Giochi olimpici invernali di Cortina d'Ampezzo 1956: sul Trampolino Italia fu dodicesimo con 205,5 punti.

### Carriera da allenatore
Lasciate le competizioni, fu allenatore delle nazionali di salto della Germania e dell'Austria.

## Palmarès

### Mondiali
- 1 medaglia
  - 1 oro (trampolino normale a Zakopane 1939)

### Torneo dei quattro trampolini
- Vincitore del Torneo dei quattro trampolini nel 1953
- 6 podi di tappa:
  - 2 vittorie
  - 4 secondi posti

#### Torneo dei quattro trampolini - vittorie di tappa
| Data           | Località      | Nazione | Trampolino         |
| -------------- | ------------- | ------- | ------------------ |
| 6 gennaio 1953 | Innsbruck     | Austria | Bergisel           |
| 6 gennaio 1954 | Bischofshofen | Austria | Paul Ausserleitner |

### Campionati austriaci
- 7 medaglie:
  - 7 ori (nel 1947, nel 1948, nel 1951, nel 1952, nel 1953, nel 1954 e nel 1956)[2]

## Riconoscimenti
A Bradl è intitolato il Sepp Bradl-Skistadion di Bischofshofen, in Austria, lo stadio che sul Trampolino Paul Ausserleitner (già Hochkönig) ospita una delle tappe del Torneo dei quattro trampolini.